# Bad Gandersheim
Bad Gandersheim település Németországban, azon belül Alsó-Szászország tartományban. Lakosainak száma 9519 fő (2023. december 31.).

## Fekvése
Langelsheimtől és Seesentől nyugatra fekvő település.

## Története

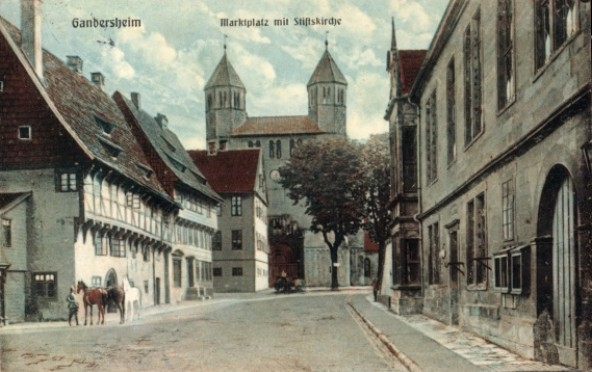

Bad Gandersheim et Rudolf szász gróf alapította még 852-ben.
903-tól 973-ig itt élt Roswitha  von Gandersheim (Hrostsvith) apáca. Ő volt az első német költőnő, aki legendákat, drámákat és történelmi tárgyú írásokat hagyott hátra.
Az egykori apátság egy 11. századból való kápolnától (Michaelskapelle) nyugatra épült fel és ma is látható az 1600 körüli időkből származó reneszánsz szárnya, két lépcsőtoronnyal és 1734-ből való Császár-termével (Kaisersaal).

## Nevezetességek
- Apátság
- Alapítványi templom - építését 856-ban kezdték el, később többször is átalakították.
- Szent György parókiatemplom
- Városháza (Rathaus) - A 16. század épült reneszánsz stílusban.
- Kastély - egykor a braunschweigi hercegeké volt.

## Népesség
A település népességének változása:
| Lakosok száma | 11 099 | 9858 | 9866 | 9823 | 9823 | 9476 | 9552 | 9519 |
|               | 2012   | 2016 | 2017 | 2018 | 2019 | 2021 | 2022 | 2023 |